# Steblitski
Steblitski (del ruso: Стеблицкий) es un jútor del raión de Novokubansk en el krai de Krasnodar de Rusia. Está situado en la orilla izquierda del río Urup, afluente del río Kubán, 26 km al sur de Novokubansk y 171 km al este de Krasnodar. Tenía 581 habitantes en 2010.
Pertenece al municipio Sovétskoye.

## Transporte
Al este de la localidad pasa la carretera federal M29 Cáucaso.